# Via dell'Alloro
Via dell'Alloro si trova a Firenze tra via de' Conti e via del Giglio. 

## Storia e descrizione
Nel Rinascimento la via stretta e buia aveva una certa importanza per la presenza dell'oratorio di San Bartolomeo, sede della Compagnia di San Bartolomeo dei Pizzicagnoli, al numero 3.
L'abitante più famoso di questa via fu Giotto, che vi si trasferì dopo aver vissuto con Cimabue in Borgo Allegri. In questa via si trova anche la casa in cui abitò Giovanni Nardi, medico di Ferdinando II de' Medici, sulla cui porta c'è il busto in marmo di quel principe, opera di Antonio Novelli.
Si dice che in questa strada fossero situate le case di Niccolò Lapi. All'imbocco della strada con via del Giglio, c'era una postierla dello stesso nome, che si apriva nel secondo cerchio delle mura. All'angolo con via dei Conti si erge il Palazzo Malespini-Conti.